# Debyelengte
De debyelengte is een fundamentele plasmaparameter, vernoemd naar de Nederlands-Amerikaanse fysisch scheikundige Peter Debye en gedefinieerd als
{\displaystyle \lambda _{\text{D}}={\frac {v_{\text{e}}}{\omega _{\text{p}}}}={\sqrt {\frac {\epsilon _{0}k_{\text{B}}T}{ne^{2}}}}}
Hierbij is:
- {\displaystyle v_{\text{e}}} de thermische snelheid van de elektronen
- {\displaystyle \omega _{\text{p}}} de plasmafrequentie
- {\displaystyle k_{\text{B}}} de boltzmannconstante
- {\displaystyle n} de elektronendichtheid
- {\displaystyle e} de elementaire lading
- {\displaystyle T} de plasmatemperatuur

Een gas van geladen deeltjes is een (ideaal) plasma als de debyelengte veel groter is dan de gemiddelde elektronenafstand
{\displaystyle d=n^{-1/3}}
en ook veel kleiner dan de afmeting {\displaystyle a} van het plasma.
De eerste voorwaarde {\displaystyle \lambda _{\text{D}}\gg d} betekent dat de gemiddelde kinetische energie {\displaystyle k_{\text{B}}\cdot T} van een elektron veel groter is dan zijn potentiële energie {\displaystyle e^{2}/\epsilon _{0}d} in het veld van een naburig elektron, zodat zijn baan door naburen nauwelijks beïnvloed wordt. Het plasma lijkt in dit opzicht op een ideaal gas (geen botsingen).
De tweede voorwaarde {\displaystyle \lambda _{\text{D}}\ll a} betekent dat de totale kinetische energie {\displaystyle na^{3}k_{\text{B}}T} veel kleiner is dan de energie
{\displaystyle {\frac {(na^{3}e)^{2}}{\epsilon _{0}a}}}
die nodig is om een scheiding van lading tussen elektronen en ionen teweeg te brengen. Collectief beïnvloeden de deeltjes elkaar dus wel door coulomb-wisselwerking, een wezenlijk verschil van een ideaal gas.